# DreamLab app
DreamLab app — пропрієтарне, некомерційне програмне забезпечення для організації розподілених обчислень дослідження раку молочної залози, яєчників, простати та підшлункової залози на користувацьких мобільних пристроях з операційними системами iOS і Android (смартфони, планшети).

## Опис
DreamLab було започатковано Vodafone Foundation (Австралія) для підтримки досліджень ракових захворювань що проводяться Інститутом медичних досліджень Гарвана (Австралія, Сідней) в 2015 році і є частиною програми «Connecting for Good», в 2018 році до програми приєднався Імперський коледж Лондона.
Користувачу доступна тільки клієнтська частина програми, серверна частина працює на Amazon Web Services.
На відміну від інших існуючих на даний час проектів розподілених обчислень на платформі BOINC та Folding@Home, які в основному спрямовані на використання «звичайних» комп'ютерів з центральними процесорами х86, х86-64, десктопними і серверними операційними системами Windows, GNU/Linux, MacOS. DreamLab використовується для організації добровольчих обчислень тільки на мобільних пристроях з операційними системами iOS і Android (смартфони, планшети), з центральними процесорами ARM, ARM64, х86, х86-64, виключно при заряджанні пристрою в основному в нічний час коли користувач лягає спати, тому лозунгом проекту є «Sleep like a hero!» («Спи як герой!»).
Для iOS DreamLab фактично є єдиним додатком розподілених обчислень, через ліцензійну політику Apple.

## Проекти DreamLab
На початок 2019 року в DreamLab доступні два діючи проекти дослідження раку:
1. Project DRUGS Phase 2 від Imperial College London (Велика Британія), шукають генетично адаптовані ліки від раку;
2. Project DRUGS Phase 3 від Imperial College London (Велика Британія), є продовженням проекту Project DRUGS і працює паралельно з Project DRUGS Phase 2;
3. Project Demystify від Garvan Institute of Medical Research (Австралія), вивчають як генотип і фенотип корелюють з клінічною інформацією при захворюваннях раком.

## Як працює DreamLab
Завдяки розвитку обчислювальної біології стало можливо проводити об’ємні біологічні дослідження не на живих моделях in vivo і в пробірках in vitro, а in silico “в кремнії” тобто за допомогою комп'ютерів, що займає значно менше часу, але вимагає великих потужностей. На жаль суперкомп'ютерів для всіх дослідників не вистачає і тут на допомогу приходить технологія розподілених обчислень яка дозволяє об’єднати в один суперкомп'ютер багато звичайних користувацьких пристроїв, таких як смартфони, планшети, лептопи, персональні комп'ютери, сервери. Коли ви підключаєте свій телефон до зарядного пристрою DreamLab завантажує для розрахунку маленькі частини величезного дослідницького проекту з хмари, по закінченню обрахунку результати надсилаються назад і проходять завершальні етапи обробки на обладнанні дослідників. Чим більше людей входить в систему розподілених обчислень, тим швидше завершуються дослідження і отримуються результати.

## Використання
Інтерфейс англійською мовою, але в цілому зрозумілий. Автоматично робота додатку починається при досягненні заряду 80% і обов'язкового підключення до мережі інтернет, при меншому відсотку заряду додаток можна запустити натиснувши Power DreamLab у Dashboard. В  Projects можна обрати проект який буде обраховуватись на вашому пристрої. В Contribution відображаються проекти які обраховуються пристроєм і кількість порахованих завдань. В News наведені мотиваційні короткі статті для користувачів. Settings доступні налаштування тільки використання об'єму даних мобільного і WiFi інтернету, і дозвіл використання у роумінгу. Коротко кажучи додаток може працювати взагалі без втручання користувача за умови підключення зарядного пристрою і мережі інтернет.

## Нагороди
- ACOMMS 2016 — Community Contribution Award
- App Design Award 2016 — Gold Winner
- The Australian Business Awards 2016 — Community Contribution Winner
- Research Australia Awards 2016 — Data Innovation in Health & Medical Research
- Vodafone Group Distinguished Engineers Award 2016

## Системні вимоги
- Android 5.0 і вище.
- iOS 11.0 і вище.